# Рекламний сервер
Рекламний сервер описує технологію та сервіс розміщення реклами на вебсайтах . Компанії, що займаються технологією розміщення оголошень, надають вебсайтам програмне забезпечення, а рекламодавці пропонують контент, ведуть статистику, вибирають рекламу, яка принесе вебсайту чи рекламодавцю найбільше грошей, а також відстежуватимуть хід різних рекламних кампаній . Рекламні сервери поділяються на два типи — сервери реклами видавців та рекламодавці (або сторонні рекламні сервери).

## Огляд
Сервер оголошень — це вебсервер, який зберігає рекламний контент, що використовується в Інтернет-маркетингу, і доставляє його на різні цифрові платформи, такі як вебсайти, соціальні мережі та мобільні додатки. Рекламний сервер — це лише технологія, в якій зберігається рекламний матеріал, і є засобом розповсюдження цього матеріалу у відповідних рекламних місцях в Інтернеті. Компанії, що займаються технологією розміщення реклами, надають вебсайтам програмне забезпечення, а рекламні компанії пропонують та вибирають рекламу, яка принесе вебсайту чи рекламодавцю найбільше грошей, а також відстежують хід різних рекламних кампаній в Інтернеті. Метою розміщення реклами є доставка реклами користувачам, управління рекламним простором вебсайту та, у випадку сторонніх рекламних серверів, забезпечення незалежної системи підрахунку та відстеження для рекламодавців / маркетологів. Рекламні сервери також виступають як система, в якій рекламодавці можуть підраховувати кліки / покази для створення звітів, що допомагає визначити рентабельність інвестицій на рекламу на певній вебсторінці.
Існують окремі сервери оголошень, які використовують видавці та треті сторони (наприклад, рекламодавці, маркетологи). По суті, немає різниці в технології, яку надають рекламні сервери, ключовою відмінністю є доступність даних для оптимізованого відстеження та зручності. Рекламодавці та маркетологи використовують централізований рекламний сервер, який дозволяє їм складати звіти про хід на вимогу та оновлювати свій творчий вміст в одному місці, а не використовувати окремі сервери рекламних видавців, в яких їм доведеться керувати вмістом на декількох серверах у різних видавців. Без цього централізованого центру, який контролює обертання рекламодавців та розповсюдження вмісту в Інтернеті, виникають проблеми з відстеженням та управлінням рекламними матеріалами. Якщо рекламодавцю доводилося контактувати з кожним окремим видавцем, чий рекламний сервер він використовує, це означало б кілька наборів даних для відстеження, а також означало б, що їм потрібно оновити свій творчий вміст для кожного окремого каналу. Це забезпечує менш точні, менш своєчасні та, зрештою, незручні результати для рекламодавців. Видавці мають окремі сервери оголошень для передачі рекламних матеріалів лише у своїх доменах. Це забезпечує зручність для видавця, оскільки вони матимуть доступ лише до рекламного вмісту, необхідного для їх публікації, а не сортуватимуть через рекламний сервер, що містить увесь рекламний вміст, в якому використовуються маркетологи / рекламодавці.

## Історія
Перший центральний рекламний сервер був започаткований компанією FocaLink Media Services і представлений 17 липня 1995 р. для контролю над доставкою реклами в Інтернеті або банерної реклами. Хоча більшість сучасних акаунтів більше не доступні в Інтернеті, Інститут науки Вайцмана опублікував наукову роботу, в якій зафіксовано запуск першого рекламного сервера. Оригінальна материнська плата для першого рекламного сервера, зібрана в червні 1995 року, також збережена. FocaLink знову запустив рекламний сервер під назвою SmartBanner у лютому 1996 року. Компанію заснували Дейв Зінман, Ендрю Конру та Джейсон Стробер яка базується в Пало-Альто, штат Каліфорнія . У 1998 році компанія змінила назву на AdKnowledge і була придбана CMGI в 1999 році. Згодом назва AdKnowledge була придбана компанією в Канзас-Сіті в 2004 році, яка зараз працює під торговою маркою AdKnowledge.
Перший локальний рекламний сервер був випущений NetGravity у січні 1996 р. для розміщення реклами в Інтернеті на таких основних видавничих сайтах, як Yahoo! та Pathfinder . Компанія була заснована Томом Шилдсом та Джоном Даннером та базувалася в Сан-Матео, штат Каліфорнія . У 1998 році компанія вийшла на біржу NASDAQ (NETG) і була придбана DoubleClick у 1999 році. Потім NetGravity AdServer було перейменовано на DART Enterprise. У березні 2008 року компанія Google придбала DoubleClick. Google продовжує вдосконалювати та інвестувати в DART Enterprise. Остання версія продукту була перейменована та надіслана як DoubleClick Enterprise 8.0 28 вересня 2011 р.

## Функціональність

### Загальні функції
Загальними функціями розміщення оголошень є такі; завантажувати рекламу та мультимедіа, спрямовувати рекламу відповідно до різних ділових правил, націлювати рекламу на різних користувачів або вміст, налаштовувати та оптимізувати на основі результатів, а також повідомляти про покази, кліки, дії після натискання та після показу та метрики взаємодії. Усі ці функції є невід'ємною частиною проведення рекламної кампанії в Інтернеті для забезпечення того, щоб рекламний вміст відображався там, де і для кого він призначений. Крім того, під час аналізу допомагає зрозуміти, наскільки ефективною є кампанія та чи дає вміст бажані результати. Розміщення реклами також пропонує розширені функції для більш складних рекламних кампаній. До розширених функцій належать обмеження частоти, послідовність оголошень , оптимізація пошукової системи та націлювання Обмеження частоти визначає кількість переглядів вмісту користувачем. Рекламодавці також можуть обмежувати рекламу, встановлюючи обмеження на витрати грошей.

## Цільова оптимізація оголошень
Одним із аспектів технології розміщення реклами є автоматизовані та напівавтоматизовані засоби оптимізації ціни заявок, розміщення, націлювання чи інших характеристик. До важливих методів належать:
- Поведінковий таргетинг - використовуючи профіль попередньої поведінки глядача, щоб визначити, яку рекламу показувати під час даного відвідування. Наприклад, націлювання рекламних оголошень на порталі на глядача, який, як відомо, відвідував автомобільний розділ загального вебсайту.[7]
- Контекстне націлювання - (також відомий як Семантичний маркетинг) відноситься до оптимального розміщення реклами в результаті аналізу інформації з усієї вебсторінки, де відбувається показ оголошення. Ця концепція була введена як спосіб вдосконалення «підходу до ключових слів» до розміщення оголошень, оскільки виникали проблеми, пов'язані з неоднозначністю стосовно значення слова в заданому контексті. Концепція аналізу «всієї» вебсторінки з метою просування відповідних рекламних матеріалів полягає у виграші як для глядача рекламного контенту, так і для джерела реклами. Ключові слова (або Adwords) не завжди мають значення у тому контексті, в якому це слово призначене. Отже, аналізуючи всю сторінку, а не лише ключове слово, неоднозначність усувається, а більш релевантне та точне оголошення просувається до рекламного місця на вебсторінці.[8]
- Креативна оптимізація - використання експериментальних або передбачувальних методів для дослідження оптимального засобу для даного місця розміщення реклами та використання цієї детермінації у подальших показах.

## Дивитися також
- Партнерська програма
- Ad Exchange
- Методи компенсації
- Контекстна реклама
- Цифровий маркетинг
- Цільова сторінка
- Список рекламних мереж
- Оплата за клік
- Оплата за гру
- Монетизація вебсайтів
- Коефіцієнт перегляду